# Martín Arguiñarena
Martín Arguiñarena (Montevideo, 6 settembre 1991) è un ex calciatore uruguaiano, di ruolo difensore.

## Carriera
Ha giocato nella prima divisione dei campionati uruguaiano e canadese.

## Palmarès

### Club

#### Competizioni nazionali
- Segunda División Amateur de Uruguay: 1

Villa Teresa: 2010-2011